# داريا كليشيفا
داريا ألكساندروفنا كليشيفا (بالروسية: Даря Александровна Клесчева؛ من مواليد 22 يناير 1998) هي لاعبة جمباز إيقاعي روسية، انضمت كليشيفا إلى المجموعة الروسية في عام 2015، وفازت بميداليتين ذهبيتين في الألعاب الشاملة و3 أزواج من كلوبس + 2 طوق) في بطولة العالم 2015 في بورش أرينا في شتوتغارت. في العام نفسه فازت بميداليتين ذهبيتين في دورة الألعاب الأوروبية 2015 في باكو.